# Totengrien
Das Naturschutzgebiet Totengrien liegt bei Efringen-Kirchen, südlich des Ortsteils Istein und besteht seit 1. Juni 1973. Die Gemeinde Efringen-Kirchen als Eigentümerin überließ das Gelände der Bergwacht Schwarzwald e. V., Ortsgruppe Istein, die es regelmäßig im Auftrag der Bezirksstelle für Naturschutz und Landschaftspflege Freiburg mäht und während der Blütezeit der Orchideen, von Mitte April bis Ende September, Naturschutzstreifen durchführt.

## Beschreibung
Das Naturschutzgebiet befindet sich im Bereich des nicht regulierten Rheines. „Griene“ war die Bezeichnung für flache Inseln im Rhein, die als Wiesen genutzt wurden, höhere Inseln, auf denen sich auch Wald befand, wurden „Werthe“ genannt.
Früher war es üblich, Selbstmörder und angeschwemmte Tote außerhalb von Friedhöfen zu bestatten. Bis zum Anfang des 19. Jahrhunderts befand sich dieser Begräbnisort am Fuße des Isteiner Klotz. Als der Friedhof an den heutigen Ort verlegt wurde, musste ein neuer Platz für die vom Rhein angeschwemmten Toten gefunden werden. Man fand ihn auf einer Insel im Rhein und nannte sie „Totengrien“. Da sich diese Insel im Bereich des jetzigen Naturschutzgebietes befand, benannte man dieses „Totengrien“.
Der Rhein hat früher an den Uferbereichen Kiesbänke abgelagert, auf denen sich im Laufe der Zeit eine dünne Humusschicht bildete. Vom Grundwasser sind diese Böden abgeschnitten, trocknen während einer Trockenperiode im Sommer leicht aus und erwärmen sich infolgedessen sehr stark, was durch die lockere Vegetation gefördert wird. Auf Dauer können sich hier nur wärmeliebende, trockenresistente Pflanzen und Tiere halten. Je nachdem, welche Gebirge von den Flüssen abgetragen wurden, ist auch kalkhaltiges Material abgelagert worden, was insbesondere dem Orchideenreichtum zugutekommt.
Im Gebiet wachsen zahlreiche seltene und interessante Pflanzenarten, u. a.:
- Spinnen-Ragwurz (Orphrys sphegodes)
- Hummel-Ragwurz (Orphrys holosericea)
- Helm-Knabenkraut (Orchis militaris)
- Brand-Knabenkraut (Orchis ustulata)
- Bienen-Ragwurz (Orphrys apifera)
- Pyramiden-Hundswurz (Anacamptis pyramidalis)
- Mücken-Händelwurz (Gymnadenia conopsea)
- Rispen-Flockenblume (Centaurea stoebe)
- Esels-Wolfsmilch (Euphorbia esula)

Insgesamt finden Orchideen auf mageren Böden mit lockerem Pflanzenbewuchs die besten Bedingungen. Bei den in unserer Gegend vorkommenden Orchideen-Standorten handelt es sich meist um Kalkmagerrasen. Die Magerrasen auf Flussschotter (Brennen) zeigen ähnliche Artengemeinschaften.
Beim Naturschutzgebiet Totengrien handelt es sich um eine Magerwiese (Halbtrockenrasen) auf kalkreichem, kiesigem Untergrund. Der Boden trocknet im Sommer stark aus. Die Pflanzendecke ist an vielen Stellen sehr niedrig und lückenhaft.
Solche Wiesen sind für die landwirtschaftliche Nutzung nicht sehr begehrt, da sie nur sehr wenig Ertrag abwerfen; sie sind jedoch sehr reich an Pflanzen und Kleintieren. Auf einer Fläche von einem Ar können 60 und mehr verschiedene Pflanzenarten wachsen. Halbtrockenrasen dürfen nicht gedüngt werden, da sie sonst ihren Artenreichtum verlieren.

## Pflegemaßnahmen
Die Wiese im Naturschutzgebiet wird einmal jährlich gemäht und das Mähgut abgeräumt. Hierbei wird im Besonderen darauf geachtet, dass die Aufnahme und das Abführen des Mähgutes nicht mit schwerem Gerät durchgeführt wird – zur Schonung der dünnen Humusschicht. Der Schnittzeitraum wurde vom Herbst (Oktober/November) in den Spätsommer (August/September) verlegt, um das Wachstum bzw. das Versamen der stickstoffsammelnden Pflanzen einzuschränken.
Gleichermaßen wird das Gebüsch an den Randbereichen kurz gehalten, damit sich die lichtbedürftigen Wiesenpflanzen besser entwickeln können. Um den im Spätsommer oder Herbst blühenden Arten das Aussamen zu ermöglichen, wird wechselweise jeweils nur 2/3 der Wiese gemäht.
Für die Insekten und Kleintiere werden auf den gemähten Wiesenflächen Rückzugsgebiete geschaffen, in dem mehrere Quadratmeter große Wiesenflächen nicht gemäht werden.

## Quelle
- Chronik OG Istein